# Chiesa di San Giovanni Battista (Posada)
La chiesa di San Giovanni Battista è una piccola chiesa situata nell'omonima frazione di Posada.
La chiesa si trova in riva al mare, a 40 metri dalla costa, a circa 250 metri dalla Torre di San Giovanni e a 400 metri dal porto.

## Storia

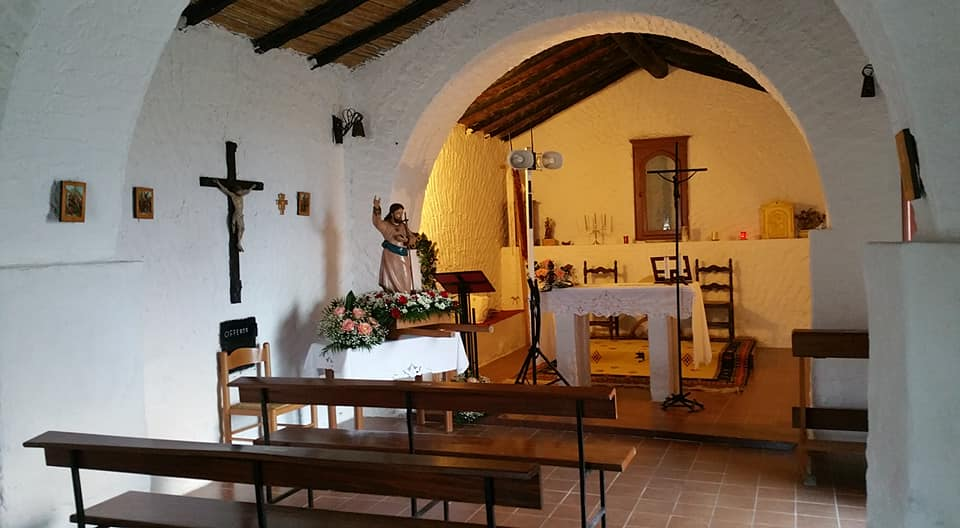
L'interno della chiesa.

La chiesetta di San Giovanni venne fatta edificare intorno agli anni '40 del XIX secolo (sicuramente prima del 1847), sotto ordine di Giovanni Pirisi. Negli scritti di quegli anni la troviamo col nome di Ecclesia Sancti Johannis de Portunono.
Per oltre un secolo e mezzo all'interno della chiesa, oltre ad essere sempre stata mantenuta dagli eredi di Pirisi, sono state svolte ininterrottamente funzioni religiose, che d'estate venivano anche praticate all'esterno, a pochi passi dal mare.
Ad oggi però, salvo rare eccezioni (come il giorno di San Giovanni), non vengono più svolte celebrazioni religiose all'interno della chiesa, dato che nel 2018 il vescovo di Nuoro ha deciso che le messe verranno svolte solo in edifici di proprietà della curia e dunque in questa chiesa, che risulta essere di proprietà privata, sono cessate tutte le celebrazioni religiose, lasciando l'amaro in bocca agli eredi di Pirisi, che da 150 anni si prendevano cura della chiesa.

## Il giorno di San Giovanni
Il 24 giugno, giorno in cui si festeggia San Giovanni Battista, si tengono, oltre alla messa, concerti con vari artisti, balli sardi, banchetti con prodotti tipici e l'accensione di un grande fuoco in onore del santo.

## La posizione e la struttura
La chiesa si trova ad una trentina di metri dalla spiaggia e ha di fronte a sé un piccolo parco giochi.
È caratterizzata da una pianta ad una sola navata di forma rettangolare ed un tetto doppio spiovente con copertura in tegole, ha una lunghezza di circa 15 metri ed una larghezza di circa 7,20.

La facciata in muratura bianca ha al centro il piccolo portale di ingresso sormontato da un campanile a vela ad una luce con campana. Inoltre è presente un ingresso secondario sul lato destro della chiesa.

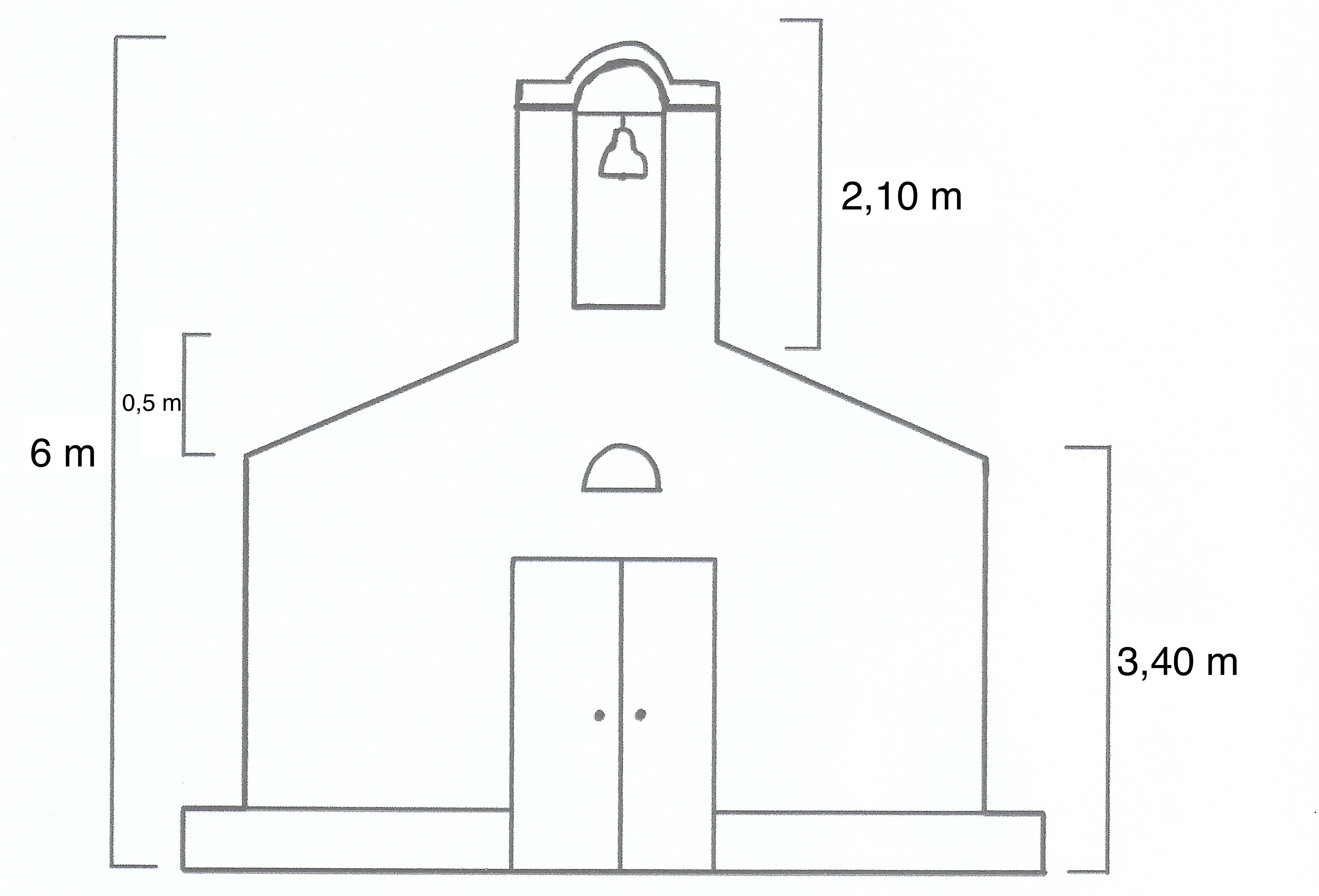
Disegno stilizzato della facciata della chiesa, con misure metriche.

## Il muristenes

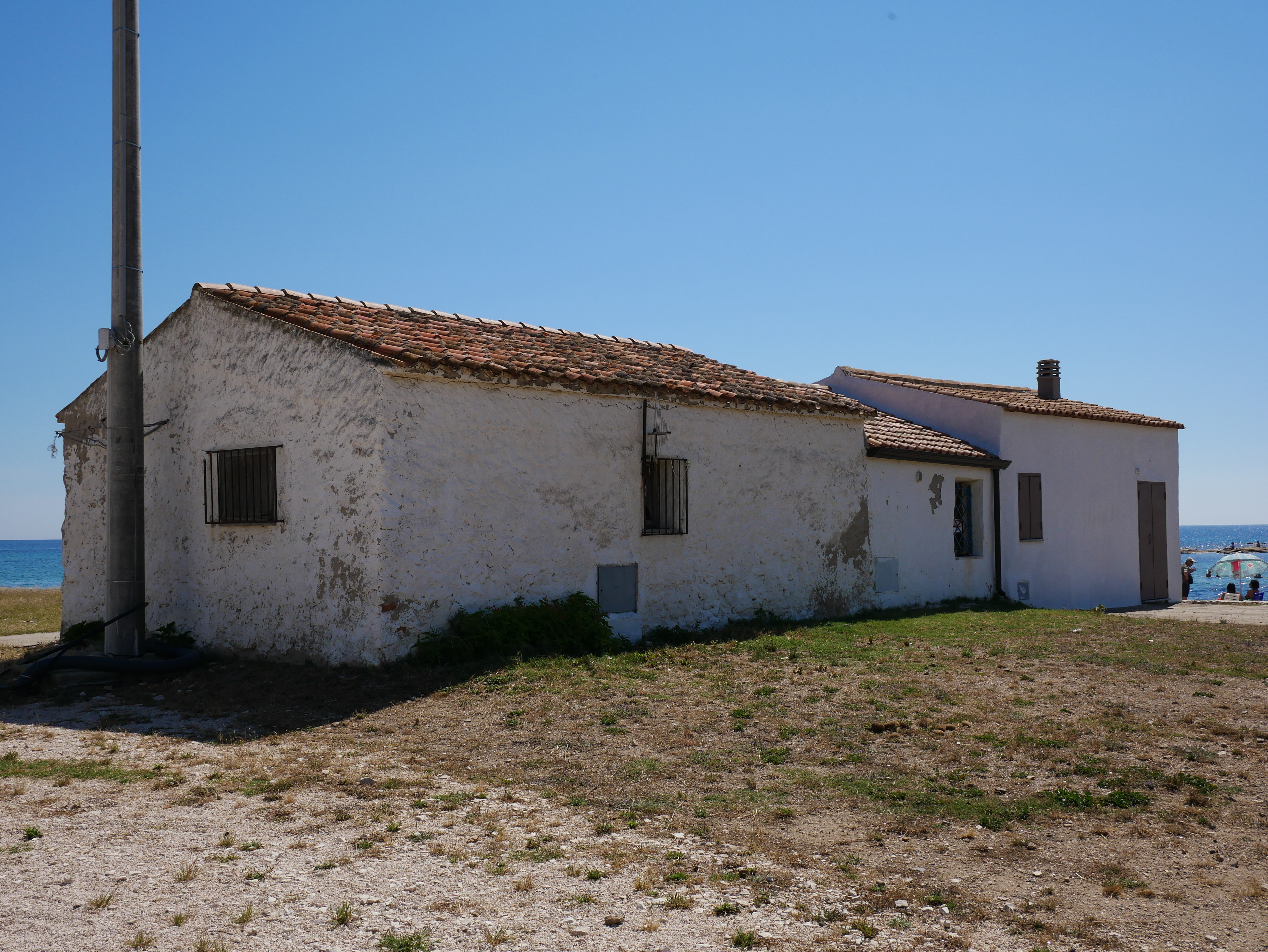
Il muristenes

A pochi metri di distanza dalla chiesa è presente un edificio, che a primo impatto non sembra avere nulla di particolare, ma che presenta un'antica storia.
Quest'edificio venne costruito nel 1860 come muristenes (o cumbessias), cioè un punto di alloggio per i pellegrini che si recavano alla chiesa.
Successivamente, agli inizi del 1900, venne tramutato in un deposito di carbone, carbone che veniva poi imbarcato sui piroscafi che partivano dal primordiale porto di La Caletta.
Dal 1950 in poi ha svolto principalmente la funzione di punto d'appoggio per chi arrivava a San Giovanni dai paesi vicini e che quindi poteva trovare riparo al suo interno.
Nel 2007 è stato ristrutturato divenendo una piccola casa ad oggi in affitto.

## Curiosità
La chiesa, insieme alla Torre di San Giovanni, è stata inserita negli edifici particolarmente degni di protezione nell'ambito della pianificazione paesaggistica regionale.

## Galleria d'immagini

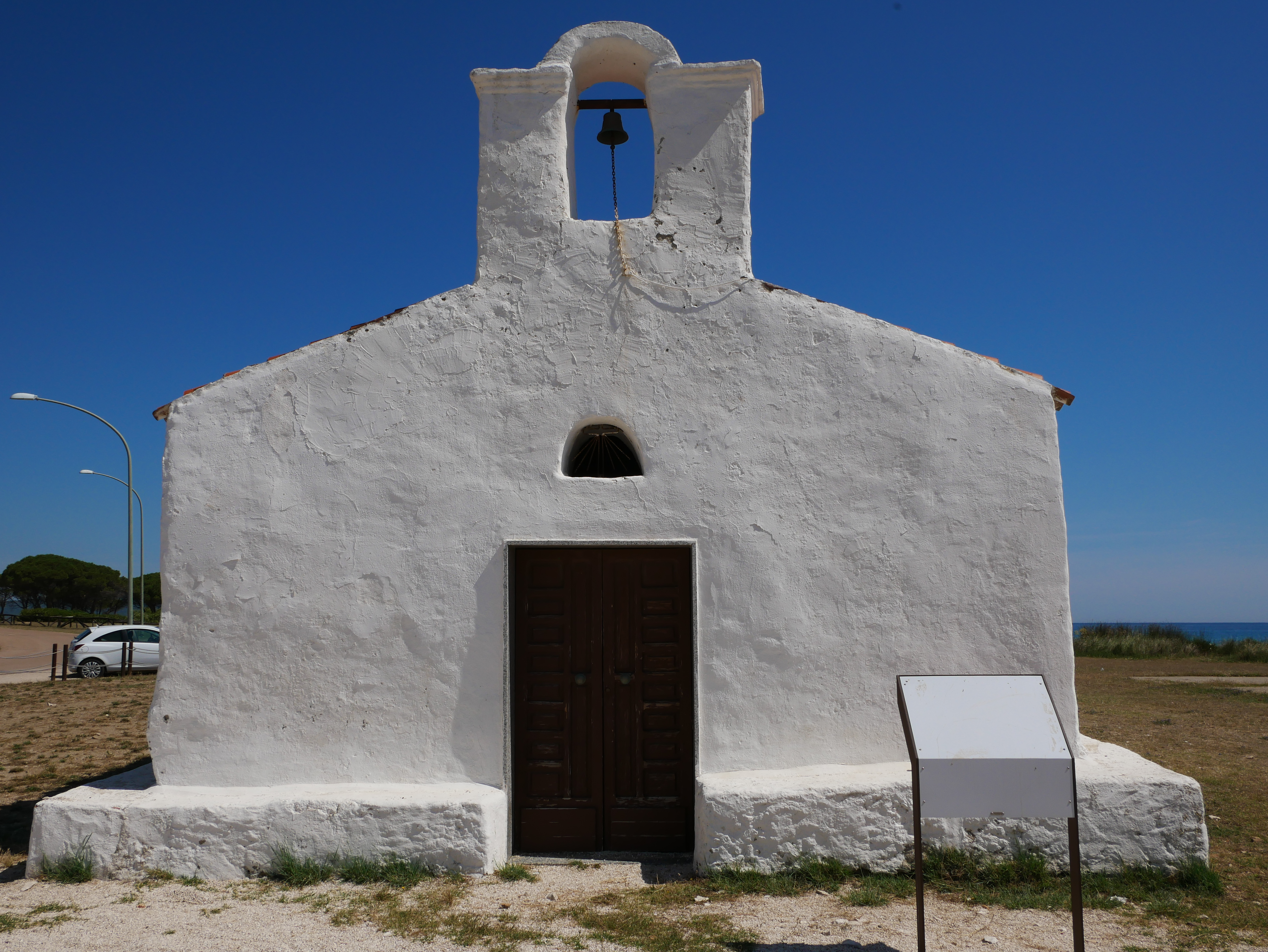
Facciata della chiesa
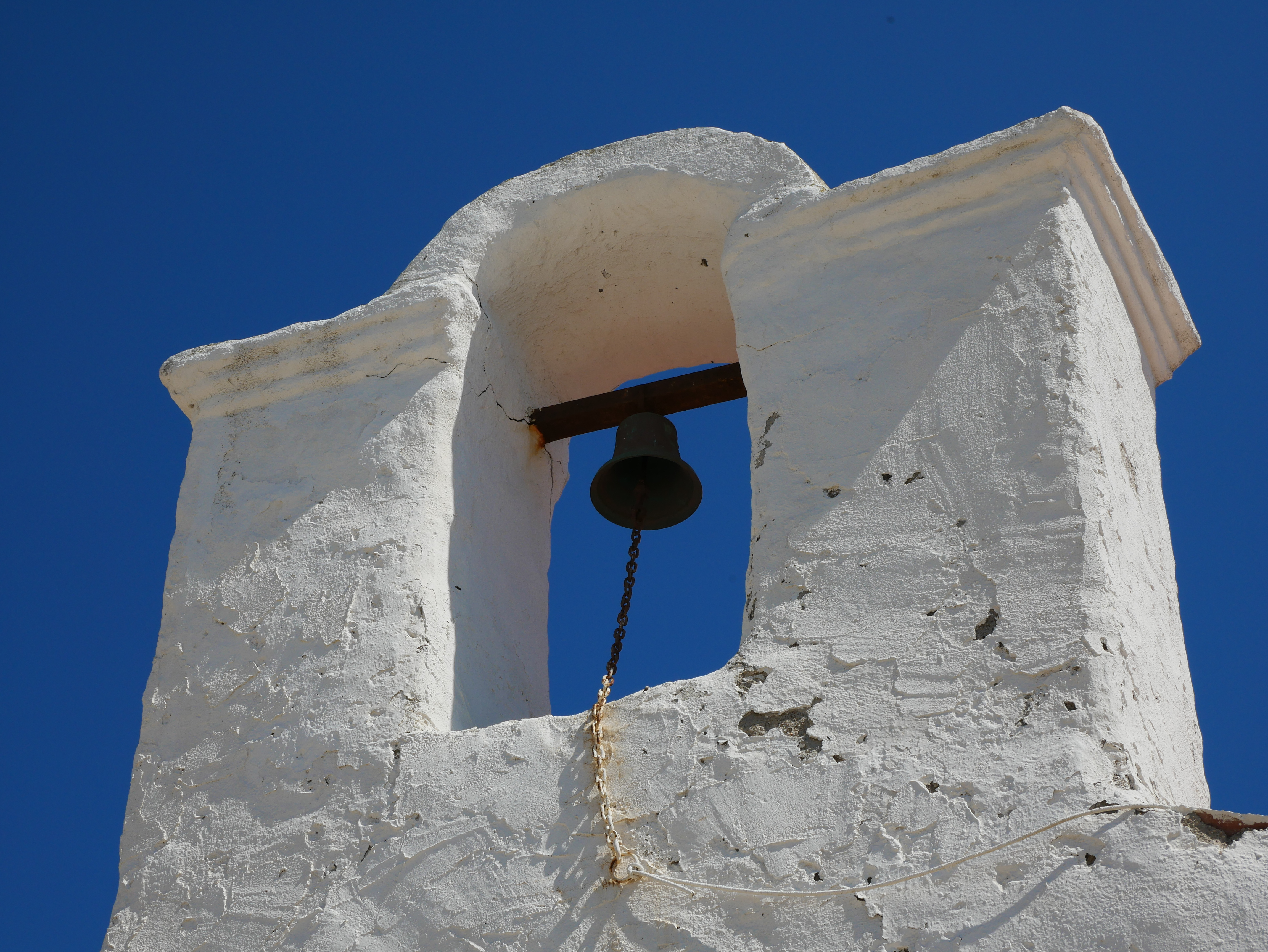
Particolare del campanile della chiesa
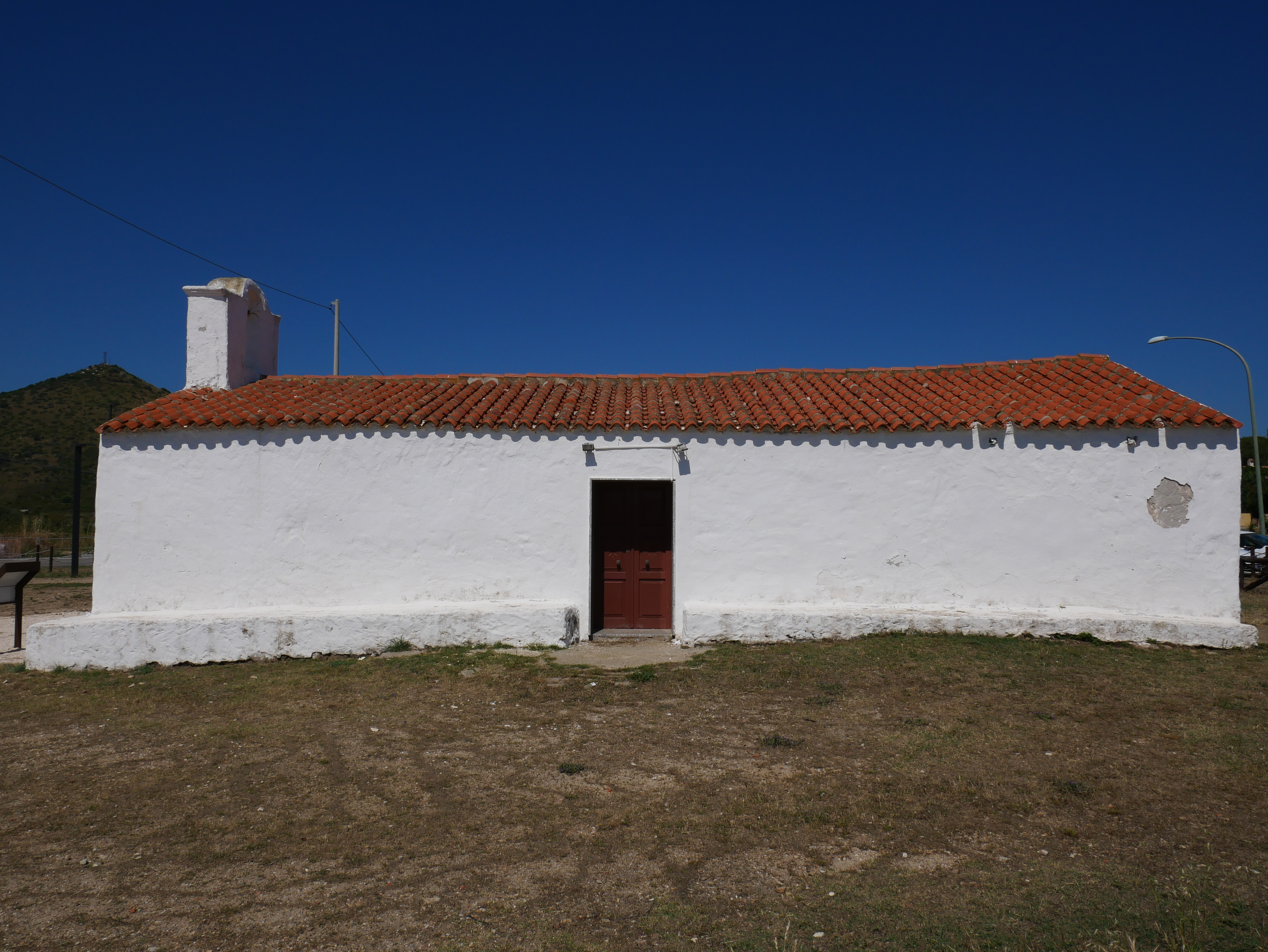
Vista laterale della chiesa
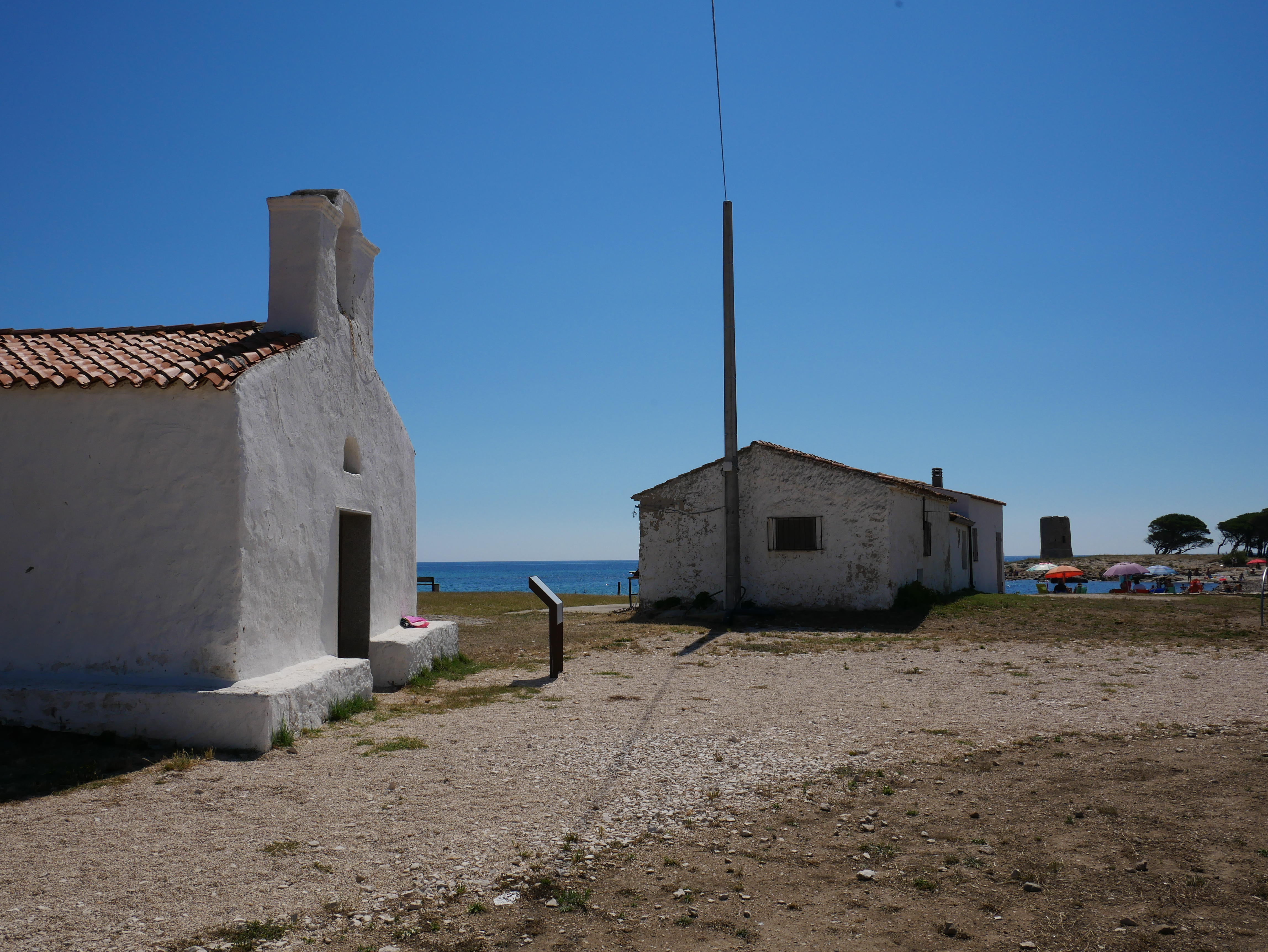
La chiesa e l'antico muristenes
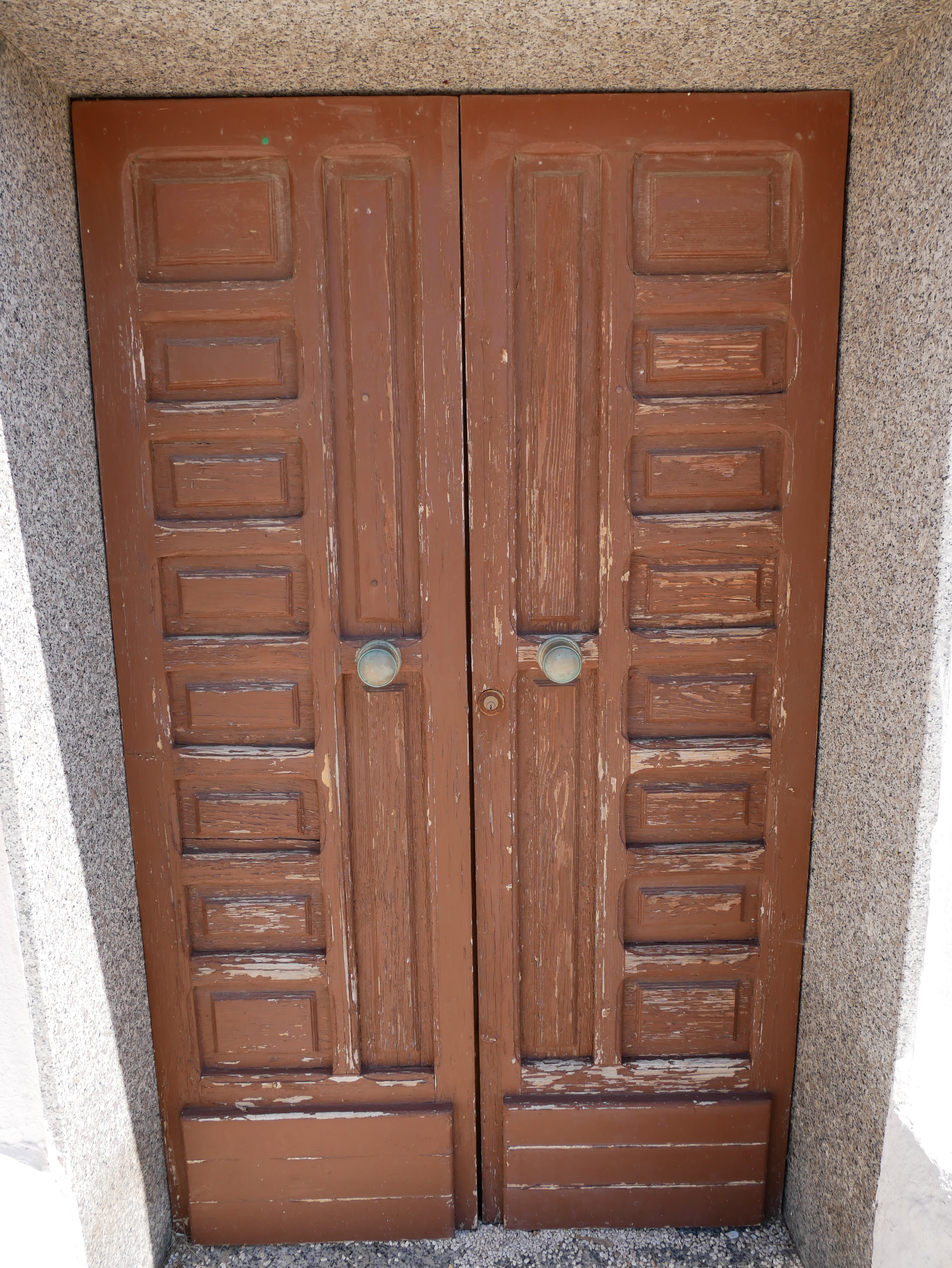
Particolare del portone d'ingresso della chiesa